# Rochov
Rochov (en allemand : Rochow) est une commune du district de Litoměřice, dans la région d'Ústí nad Labem, en Tchéquie. Sa population s'élevait à 134 habitants en 2021.

## Géographie
Rochov se trouve à 9 km au sud de Litoměřice, à 23 km au sud-sud-est d'Ústí nad Labem et à 49 km au nord-ouest de Prague.
La commune est limitée par Keblice au nord, par Brozany nad Ohří à l'est et au sud, et par Chotěšov et Vrbičany à l'ouest.

## Histoire
La première mention écrite du village date de 1219.

## Transports
Par la route, Rochov se trouve à 11 km de Lovosice, à 13 km de Litoměřice, à 32 km d'Ústí nad Labem  et à 57 km de Prague.